# Сабетта (аеропорт)
Міжнародний аеропорт Сабетта (рос. Международный аэропорт Сабетта) (IATA: SBT, ICAO: USDA) — аеропорт в Сабетта, Ямало-Ненецький автономний округ, Росія.
4 грудня 2014: відкриття аеропорту. З 2 лютого 2015 року аеропорт почав обслуговувати вахтові авіаперевезення проєкту «Ямал ЗПГ».
Приймає типи суден: Airbus A320, Boeing-737, Boeing 767, Sukhoi Superjet 100, Antonov An-124, Ilushin Il-76.

## Авіалінії та напрямки
| Авіакомпанія       | Пункт призначення |
| ------------------ | ----------------- |
| Red Wings Airlines | Москва-Домодєдово |
| Utair              | Москва-Внуково    |